# Aldeaquemada
Aldeaquemada és un municipi de la província de Jaén, situat al nord de la província, amb 542 habitants el 2006 (INE).

## Història
Població nascuda el 1768, fruit de la política il·lustrada de repoblació de Carles III a Sierra Morena. Els seus primers habitants van ser colons centreeuropeus.